# Christian Pieper
Christian Pieper (* 17. September 1843 in Osnabrück, Königreich Hannover; † 1934 in Stuttgart) war ein deutscher Porträt-, Genre- und Landschaftsmaler der Düsseldorfer Schule.

## Leben
Pieper studierte von 1870 bis 1880 Malerei an der Kunstakademie Düsseldorf. Dort waren Andreas und Karl Müller, Heinrich Lauenstein, Eduard von Gebhardt, Wilhelm Lotz, Julius Roeting und vor allem Wilhelm Sohn, dessen 1. Malklasse und Meisterklasse er zuletzt besuchte, seine Lehrer.